# 南里奧諾沃

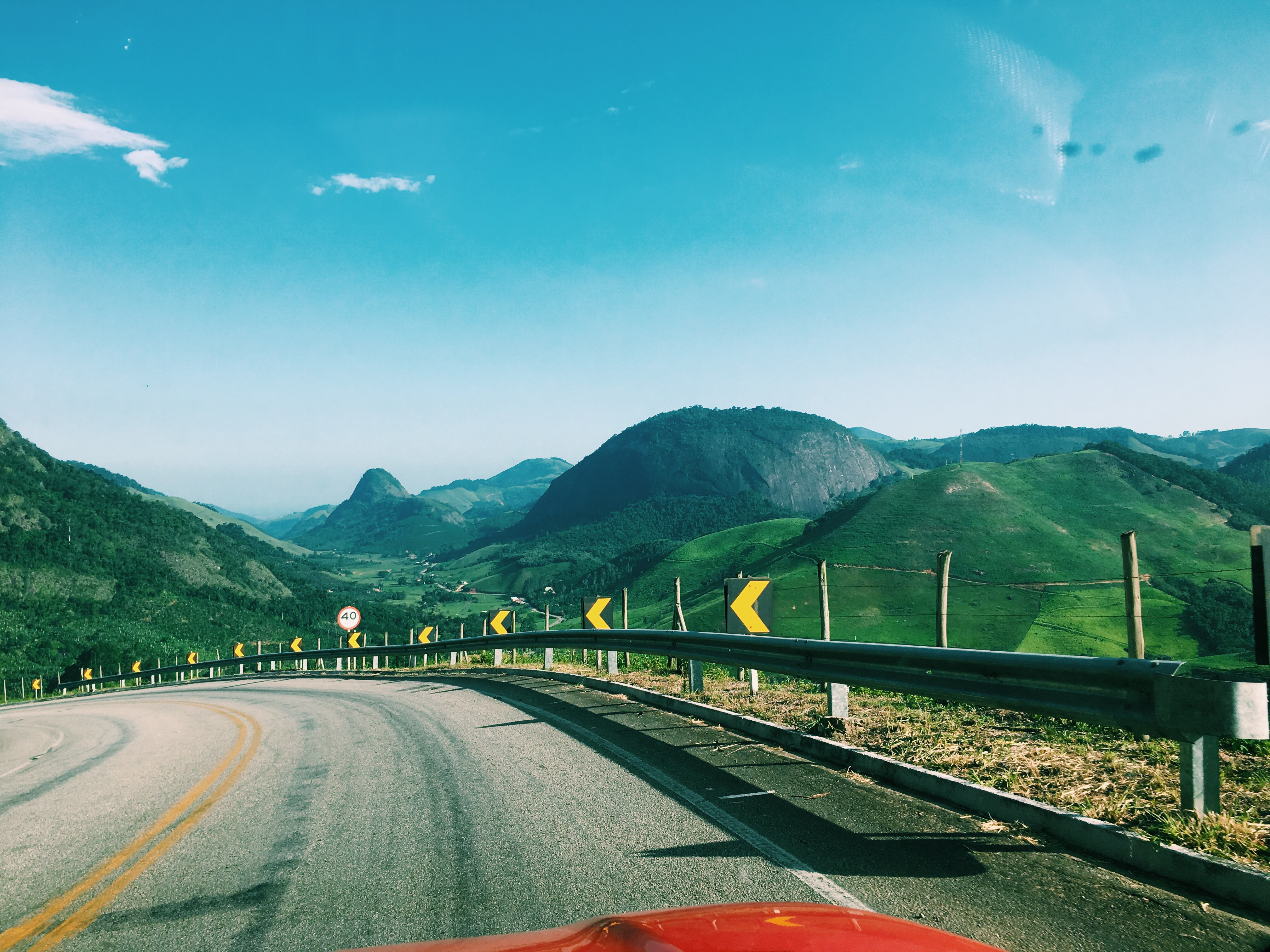
南里奧諾沃

20°51′46″S 40°56′09″W / 20.86278°S 40.93583°W
南里奧諾沃（葡萄牙語：Rio Novo do Sul），是巴西的城鎮，位於該國東南部，由聖埃斯皮里圖州負責管轄，始建於1893年11月23日，面積203.72平方公里，海拔高度60米，2010年人口11,333，人口密度每平方公里55.63人。